# Love and Other Disasters
För musikalbumet med samma namn, se Love and Other Disasters (album)
Love and Other Disasters är en brittisk/fransk film från 2006 med Brittany Murphy och Matthew Rhys, regisserad av Alek Keshishian. Talat språk är engelska.
Emily "Jacks" Jackson växte upp i USA men bor i London där hon jobbar som assistent på brittiska Vogue och delar lägenhet med homosexuella Peter. De båda har svårt att hitta den stora kärleken och Jacks försöker hitta en pojkvän åt Peter i form av Paolo, som egentligen är heterosexuell och kär i Jacks.

## Roller
- Brittany Murphy - Emily "Jacks" Jackson
- Matthew Rhys - Peter Simon
- Santiago Cabrera - Paolo Sarmiento
- Catherine Tate - Tallulah Riggs-Wentworth